# 赫氏賴圓魨
赫氏賴圓魨為輻鰭魚綱魨形目四齒魨亞目四齒魨科的其中一種，為亞熱帶海水魚，分布於西南太平洋澳洲東部海域，體長可達16公分，棲息在沙底質底層水域，生活習性不明。